# Heinrich Wagner
Heinrich Ludwig Ehrenfried Wagner, född 5 oktober 1834 i Stuttgart, död 19 mars 1897 i Darmstadt, var en tysk arkitekt.
Wagner studerade 1849-55 vid Polyteknikum i Stuttgart som lärjunge till Joseph von Egle, Christian Friedrich von Leins och Gustav Adolf Breymann. Han fortsatte studierna hos Charles-Auguste Questel i Paris och flyttade därefter till England, där han arbetade till 1861. Från 1869 och fram till sin död var han professor i byggnadskonst vid Polytechnikum i Darmstadt.
I Stuttgart byggde han bland annat engelska kyrkan St. Katharina (1864-68) i gotik, hertiginnans av Urach palats och Museisällskapets byggnad. Han ritade även Tekniska högskolans huvudbyggnad i Darmstadt (1893-95).  Tillsammans med Josef Durm, Hermann Ende och Eduard Schmitt grundade han och utgav Handbuchs der Architektur.